# Seznam dílů seriálu Vraždy v Midsomeru
Toto je seznam dílů seriálu Vraždy v Midsomeru.

## Přehled řad
| Řada        | Díly        | Premiéra ve VB     | Premiéra ve VB     | Premiéra v Česku  | Premiéra v Česku  |
| Řada        | Díly        | První díl          | Poslední díl       | První díl         | Poslední díl      |
| ----------- | ----------- | ------------------ | ------------------ | ----------------- | ----------------- |
| pilotní díl | pilotní díl | 23. března 1997    | 23. března 1997    | 1. července 1999  | 1. července 1999  |
| 1           | 4           | 22. března 1998    | 6. května 1998     | 8. července 1999  | 29. července 1999 |
| 2           | 4           | 20. ledna 1999     | 19. září 1999      | 5. srpna 1999     | 19. července 2000 |
| 3           | 4           | 31. prosince 1999  | 5. února 2000      | 19. srpna 1999    | 2. srpna 2000     |
| 4           | 6           | 10. září 2000      | 23. září 2001      | 9. srpna 2001     | 12. července 2002 |
| 5           | 4           | 16. června 2002    | 22. září 2002      | 19. července 2002 | 2. srpna 2002     |
| 6           | 5           | 3. ledna 2003      | 31. ledna 2003     | 9. července 2003  | 6. srpna 2003     |
| 7           | 7           | 2. listopadu 2003  | 25. prosince 2004  | 1. listopadu 2004 | 13. prosince 2004 |
| 8           | 8           | 10. října 2004     | 2. října 2005      | 6. února 2006     | 5. července 2006  |
| 9           | 8           | 9. října 2005      | 24. září 2006      | 3. července 2007  | 21. srpna 2007    |
| 10          | 8           | 12. listopadu 2006 | 11. května 2008    | 14. září 2007     | 9. listopadu 2007 |
| 11          | 7           | 1. ledna 2008      | 5. května 2010     | 5. září 2008      | 17. října 2008    |
| 12          | 7           | 22. července 2009  | 14. dubna 2010     | 5. ledna 2010     | 16. února 2010    |
| 13          | 8           | 10. února 2010     | 2. února 2011      | 7. ledna 2011     | 11. března 2011   |
| 14          | 8           | 23. března 2011    | 11. ledna 2012     | 1. března 2012    | 19. dubna 2012    |
| 15          | 6           | 1. února 2012      | 30. ledna 2013     | 7. dubna 2013     | 7. června 2013    |
| 16          | 5           | 24. prosince 2013  | 12. února 2014     | 2. března 2014    | 30. března 2014   |
| 17          | 4           | 28. ledna 2015     | 18. února 2015     | 5. dubna 2015     | 26. dubna 2015    |
| 18          | 6           | 6. ledna 2016      | 17. února 2016     | 3. května 2016    | 7. června 2016    |
| 19          | 6           | 18. prosince 2016  | 20. května 2018    | 4. července 2017  | 8. srpna 2017     |
| 20          | 6           | 10. března 2019    | 14. ledna 2020     | 24. června 2018   | 8. července 2018  |
| 21          | 4           | 21. ledna 2020     | 28. března 2021    | 2. ledna 2020     | 17. ledna 2020    |
| 22          | 6           | 4. dubna 2021      | 27. srpna 2023     | 8. ledna 2022     | 12. února 2022    |
| 23          | 4           | 14. dubna 2024     | 10. listopadu 2024 | 4. února 2023     | 25. února 2023    |
| 24          | 4           | bude oznámeno      | bude oznámeno      | 16. března 2025   | 29. března 2025   |

## Seznam dílů

### Pilotní díl (1997)
| Č. v seriálu | Původní název                  | Český název     | Režie             | Scénář           | Premiéra ve VB  | Premiéra v ČR    |
| ------------ | ------------------------------ | --------------- | ----------------- | ---------------- | --------------- | ---------------- |
| 1            | The Killings at Badger's Drift | Smrt staré dámy | Jeremy Silberston | Anthony Horowitz | 23. března 1997 | 1. července 1999 |

### První řada (1998)
| Č. v seriálu | Č. v řadě | Původní název         | Český název        | Režie             | Scénář            | Premiéra ve VB  | Premiéra v ČR     |
| ------------ | --------- | --------------------- | ------------------ | ----------------- | ----------------- | --------------- | ----------------- |
| 2            | 1         | Written in Blood      | Psáno krví         | Jeremy Silberston | Anthony Horowitz  | 22. března 1998 | 8. července 1999  |
| 3            | 2         | Death of a Hollow Man | Smrt darebáka      | Jeremy Silberston | Caroline Graham   | 29. března 1998 | 22. července 1999 |
| 4            | 3         | Faithful unto Death   | Věrnost až za hrob | Baz Taylor        | Douglas Watkinson | 22. srpna 1998  | 29. července 1999 |
| 5            | 4         | Death in Disguise     | Smrt v přestrojení | Baz Taylor        | Douglas Watkinson | 6. května 1998  | 15. července 1999 |

### Druhá řada (1999)
| Č. v seriálu | Č. v řadě | Původní název     | Český název             | Režie             | Scénář            | Premiéra ve VB | Premiéra v ČR     |
| ------------ | --------- | ----------------- | ----------------------- | ----------------- | ----------------- | -------------- | ----------------- |
| 6            | 1         | Death's Shadow    | Stín smrti              | Jeremy Silberston | Anthony Horowitz  | 20. ledna 1999 | 26. srpna 1999    |
| 7            | 2         | Strangler's Wood  | Škrtičův les            | Jeremy Silberston | Anthony Horowitz  | 3. února 1999  | 5. srpna 1999     |
| 8            | 3         | Dead Man's Eleven | Jedenáctka mrtvého muže | Jeremy Silberston | Anthony Horowitz  | 12. září 1999  | 19. července 2000 |
| 9            | 4         | Blood Will Out    | Hlas krve               | Moira Armstrong   | Douglas Watkinson | 19. září 1999  | 12. srpna 1999    |

### Třetí řada (1999–2000)
| Č. v seriálu | Č. v řadě | Původní název       | Český název      | Režie             | Scénář              | Premiéra ve VB    | Premiéra v ČR     |
| ------------ | --------- | ------------------- | ---------------- | ----------------- | ------------------- | ----------------- | ----------------- |
| 10           | 1         | Death of a Stranger | Smrt vandráka    | Peter Cregeen     | Douglas Livingstone | 31. prosince 1999 | 12. července 2000 |
| 11           | 2         | Blue Herrings       | Záhadná úmrtí    | Peter Smith       | Hugh Whitemore      | 22. ledna 2000    | 26. července 2000 |
| 12           | 3         | Judgement Day       | Soudný den       | Jeremy Silberston | Anthony Horowitz    | 29. ledna 2000    | 2. srpna 2000     |
| 13           | 4         | Beyond the Grave    | Hlasy ze záhrobí | Moira Armstrong   | Douglas Watkinson   | 5. února 2000     | 19. srpna 1999    |

### Čtvrtá řada (2000–2001)
| Č. v seriálu | Č. v řadě | Původní název          | Český název           | Režie             | Scénář              | Premiéra ve VB | Premiéra v ČR     |
| ------------ | --------- | ---------------------- | --------------------- | ----------------- | ------------------- | -------------- | ----------------- |
| 14           | 1         | Garden of Death        | Zahrada smrti         | Peter Smith       | Christopher Russell | 10. září 2000  | 9. srpna 2001     |
| 15           | 2         | Destroying Angel       | Smrtící anděl         | David Tucker      | David Hoskins       | 26. srpna 2001 | 16. srpna 2001    |
| 16           | 3         | The Electric Vendetta  | Tajemné kruhy v obilí | Peter Smith       | Terry Hodgkinson    | 2. září 2001   | 23. srpna 2001    |
| 17           | 4         | Who Killed Cock Robin? | Mrtvola ve studni     | David Tucker      | Jeremy Paul         | 9. září 2001   | 30. srpna 2001    |
| 18           | 5         | Dark Autumn            | Temný podzim          | Jeremy Silberston | Peter J. Hammond    | 16. září 2001  | 6. září 2001      |
| 19           | 6         | Tainted Fruit          | Zkažené ovoce         | Peter Smith       | David Hoskins       | 23. září 2001  | 12. července 2002 |

### Pátá řada (2002)
| Č. v seriálu | Č. v řadě | Původní název              | Český název       | Režie          | Scénář              | Premiéra ve VB  | Premiéra v ČR     |
| ------------ | --------- | -------------------------- | ----------------- | -------------- | ------------------- | --------------- | ----------------- |
| 20           | 1         | Market for Murder          | Obchod se smrtí   | Sarah Hellings | Andrew Payne        | 16. června 2002 | 2. srpna 2002     |
| 21           | 2         | A Worm in the Bud          | Smrtelná bylina   | David Tucker   | Michael Russell     | 23. června 2002 | 9. srpna 2002     |
| 22           | 3         | Ring Out Your Dead         | Zvoní ti umíráček | Sarah Hellings | Christopher Russell | 15. září 2002   | 19. července 2002 |
| 23           | 4         | Murder on St. Malley's Day | Vražedný závod    | Peter Smith    | Andrew Payne        | 22. září 2002   | 26. července 2002 |

### Šestá řada (2003)
| Č. v seriálu | Č. v řadě | Původní název         | Český název        | Režie             | Scénář           | Premiéra ve VB | Premiéra v ČR     |
| ------------ | --------- | --------------------- | ------------------ | ----------------- | ---------------- | -------------- | ----------------- |
| 24           | 1         | A Talent for Life     | Umění žít          | Sarah Hellings    | David Hoskins    | 3. ledna 2003  | 9. července 2003  |
| 25           | 2         | Death and Dreams      | Smrt a sny         | Peter Smith       | Peter J. Hammond | 10. ledna 2003 | 16. července 2003 |
| 26           | 3         | Painted in Blood      | Malované krví      | Sarah Hellings    | Andrew Payne     | 17. ledna 2003 | 23. července 2003 |
| 27           | 4         | A Tale of Two Hamlets | Příběh dvou vesnic | Peter Smith       | Alan Plater      | 24. ledna 2003 | 30. července 2003 |
| 28           | 5         | Birds of Prey         | Draví ptáci        | Jeremy Silberston | Michael Russell  | 31. ledna 2003 | 6. srpna 2003     |

### Sedmá řada (2003–2004)
| Č. v seriálu | Č. v řadě | Původní název            | Český název       | Režie             | Scénář               | Premiéra ve VB    | Premiéra v ČR      |
| ------------ | --------- | ------------------------ | ----------------- | ----------------- | -------------------- | ----------------- | ------------------ |
| 29           | 1         | The Green Man            | Lesní muž         | Sarah Hellings    | Michael Russell      | 2. listopadu 2003 | 1. listopadu 2004  |
| 30           | 2         | Bad Tidings              | Špatné zprávy     | Peter Smith       | Peter J. Hammond     | 4. ledna 2004     | 8. listopadu 2004  |
| 31           | 3         | The Fisher King          | Král rybář        | Richard Holthouse | Isabelle Grey        | 11. ledna 2004    | 15. listopadu 2004 |
| 32           | 4         | Sins of Commission       | Hříšná porota     | Peter Smith       | Elizabeth-Anne Wheal | 18. ledna 2004    | 22. listopadu 2004 |
| 33           | 5         | The Maid in Splendour    | Jezerní panna     | Richard Holthouse | Andrew Payne         | 25. ledna 2004    | 29. listopadu 2004 |
| 34           | 6         | The Straw Woman          | Čarodějnice       | Sarah Hellings    | Jeff Dodds           | 29. února 2004    | 6. prosince 2004   |
| 35           | 7         | Ghosts of Christmas Past | Duchové minulosti | Renny Rye         | David Hoskins        | 25. prosince 2004 | 13. prosince 2004  |

### Osmá řada (2004–2005)
| Č. v seriálu | Č. v řadě | Původní název                    | Český název          | Režie             | Scénář            | Premiéra ve VB  | Premiéra v ČR    |
| ------------ | --------- | -------------------------------- | -------------------- | ----------------- | ----------------- | --------------- | ---------------- |
| 36           | 1         | Things That Go Bump in the Night | Smrt přichází v noci | Peter Smith       | Peter J. Hammond  | 10. října 2004  | 6. února 2006    |
| 37           | 2         | Dead in the Water                | Mrtvý ve vodě        | Renny Rye         | Douglas Watkinson | 17. října 2004  | 13. února 2006   |
| 38           | 3         | Orchis Fatalis                   | Orchis Fatalis       | Peter Smith       | Terry Hodgkinson  | 9. ledna 2005   | 20. února 2006   |
| 39           | 4         | Bantling Boy                     | Bantling Boy         | Sarah Hellings    | Steve Trafford    | 16. ledna 2005  | 27. února 2006   |
| 40           | 5         | Second Sight                     | Šestý smysl          | Richard Holthouse | Tony Etchells     | 23. ledna 2005  | 14. června 2006  |
| 41           | 6         | Hidden Depths                    | Tajemný sklep        | Sarah Hellings    | David Hoskins     | 13. března 2005 | 21. června 2006  |
| 42           | 7         | Sauce for the Goose              | Rodinná firma        | Renny Rye         | Andrew Payne      | 3. dubna 2005   | 28. června 2006  |
| 43           | 8         | Midsomer Rhapsody                | Rapsodie z Midsomeru | Richard Holthouse | Richard Cameron   | 2. října 2005   | 5. července 2006 |

### Devátá řada (2005–2006)
| Č. v seriálu | Č. v řadě | Původní název               | Český název                 | Režie             | Scénář               | Premiéra ve VB  | Premiéra v ČR     |
| ------------ | --------- | --------------------------- | --------------------------- | ----------------- | -------------------- | --------------- | ----------------- |
| 44           | 1         | The House in the Woods      | Dům v lese                  | Peter Smith       | Barry Simner         | 9. října 2005   | 3. července 2007  |
| 45           | 2         | Dead Letters                | Láska až za hrob            | Renny Rye         | Peter J. Hammond     | 26. února 2006  | 10. července 2007 |
| 46           | 3         | Vixen's Run                 | Hon na lišku                | Peter Smith       | Michael Aitkens      | 5. března 2006  | 17. července 2007 |
| 47           | 4         | Down Among the Dead Men     | Na nesprávné stopě          | Renny Rye         | Douglas Watkinson    | 12. března 2006 | 24. července 2007 |
| 48           | 5         | Four Funerals and a Wedding | Čtyři pohřby a jedna svatba | Sarah Hellings    | Elizabeth-Anne Wheal | 24. září 2006   | 21. srpna 2007    |
| 49           | 6         | Country Matters             | Venkovský život             | Richard Holthouse | Andrew Payne         | 10. září 2006   | 7. srpna 2007     |
| 50           | 7         | Death in Chorus             | Andělský chór               | Sarah Hellings    | David Lawrence       | 3. září 2006    | 31. července 2007 |
| 51           | 8         | Last Year's Model           | Stará křivda                | Richard Holthouse | David Hoskins        | 17. září 2006   | 14. srpna 2007    |

### Desátá řada (2006–2008)
| Č. v seriálu | Č. v řadě | Původní název            | Český název       | Režie             | Scénář            | Premiéra ve VB     | Premiéra v ČR     |
| ------------ | --------- | ------------------------ | ----------------- | ----------------- | ----------------- | ------------------ | ----------------- |
| 52           | 1         | Dance with the Dead      | Tanec s mrtvými   | Peter Smith       | Peter J. Hammond  | 12. listopadu 2006 | 14. září 2007     |
| 53           | 2         | The Animal Within        | Zvíře v nás       | Renny Rye         | David Hoskins     | 19. ledna 2007     | 21. září 2007     |
| 54           | 3         | King's Crystal           | Skleněný král     | Peter Smith       | Steve Trafford    | 26. ledna 2007     | 28. září 2007     |
| 55           | 4         | The Axeman Cometh        | Rockerova pomsta  | Renny Rye         | Michael Aitkens   | 2. února 2007      | 12. října 2007    |
| 56           | 5         | Death and Dust           | Smrt a prach      | Sarah Hellings    | Douglas Watkinson | 8. května 2007     | 19. října 2007    |
| 57           | 6         | Picture of Innocence     | Nevinnost sama    | Richard Holthouse | Andrew Payne      | 3. ledna 2007      | 26. října 2007    |
| 58           | 7         | They Seek Him Here       | Smrt na gilotině  | Sarah Hellings    | Barry Purchese    | 27. dubna 2008     | 2. listopadu 2007 |
| 59           | 8         | Death in a Chocolate Box | Vražedná minulost | Richard Holthouse | Tony Etchells     | 11. května 2008    | 9. listopadu 2007 |

### Jedenáctá řada (2008–2010)
| Č. v seriálu | Č. v řadě | Původní název         | Český název       | Režie             | Scénář               | Premiéra ve VB    | Premiéra v ČR  |
| ------------ | --------- | --------------------- | ----------------- | ----------------- | -------------------- | ----------------- | -------------- |
| 60           | 1         | Shot at Dawn          | Výstřel nad ránem | Richard Holthouse | Michael Aitkens      | 1. ledna 2008     | 12. září 2008  |
| 61           | 2         | Blood Wedding         | Krvavá svatba     | Peter Smith       | David Lawrence       | 6. července 2008  | 5. září 2008   |
| 62           | 3         | Left for Dead         | Stíny minulosti   | Renny Rye         | Michael Crompton     | 20. července 2008 | 19. září 2008  |
| 63           | 4         | Midsomer Life         | Midsomer Life     | Peter Smith       | David Hoskins        | 13. července 2008 | 26. září 2008  |
| 64           | 5         | The Magician's Nephew | Čarodějův synovec | Richard Holthouse | Michael Russell      | 27. července 2008 | 3. října 2008  |
| 65           | 6         | Days of Misrule       | Dny bezvládí      | Renny Rye         | Elizabeth-Anne Wheal | 24. prosince 2008 | 10. října 2008 |
| 66           | 7         | Talking to the Dead   | Duchové mrtvých   | Sarah Hellings    | David Lawrence       | 5. května 2010    | 17. října 2008 |

### Dvanáctá řada (2009–2010)
| Č. v seriálu | Č. v řadě | Původní název          | Český název                      | Režie             | Scénář           | Premiéra ve VB    | Premiéra v ČR  |
| ------------ | --------- | ---------------------- | -------------------------------- | ----------------- | ---------------- | ----------------- | -------------- |
| 67           | 1         | The Dogleg Murders     | Osudná třináctá jamka            | Richard Holthouse | Andrew Payne     | 22. července 2009 | 5. ledna 2010  |
| 68           | 2         | The Black Book         | Černá kniha                      | Peter Smith       | Nicholas Martin  | 5. srpna 2009     | 12. ledna 2010 |
| 69           | 3         | Secrets and Spies      | Pomsta špionů                    | Renny Rye         | Michael Aitkens  | 29. července 2009 | 19. ledna 2010 |
| 70           | 4         | The Glitch             | Chybná teorie                    | Richard Holthouse | Michael Russell  | 23. září 2009     | 26. ledna 2010 |
| 71           | 5         | Small Mercies          | A všude kolem roste zelená tráva | Peter Smith       | Peter J. Hammond | 28. října 2009    | 2. února 2010  |
| 72           | 6         | The Creeper            | Slídil                           | Renny Rye         | Andrew Payne     | 27. ledna 2010    | 9. února 2010  |
| 73           | 7         | The Great and the Good | Náměsíčná                        | Richard Holthouse | David Hoskins    | 14. dubna 2010    | 16. února 2010 |

### Třináctá řada (2010–2011)
| Č. v seriálu | Č. v řadě | Původní název               | Český název         | Režie             | Scénář           | Premiéra ve VB  | Premiéra v ČR   |
| ------------ | --------- | --------------------------- | ------------------- | ----------------- | ---------------- | --------------- | --------------- |
| 74           | 1         | The Made-to-Measure Murders | Vraždy šité na míru | Peter Smith       | Andrew Payne     | 12. května 2010 | 7. ledna 2011   |
| 75           | 2         | The Sword of Guillaume      | Guillaumův meč      | Renny Rye         | Michael Aitkens  | 10. února 2010  | 14. ledna 2011  |
| 76           | 3         | Blood on the Saddle         | Krvavé sedlo        | Richard Holthouse | David Lawrence   | 8. září 2010    | 21. ledna 2011  |
| 77           | 4         | The Silent Land             | Mrtvé ticho         | Peter Smith       | Peter J. Hammond | 22. září 2010   | 28. ledna 2011  |
| 78           | 5         | Master Class                | Šílená Molly        | Renny Rye         | Nicholas Martin  | 6. října 2010   | 4. února 2011   |
| 79           | 6         | The Noble Art               | Prokletý box        | Richard Holthouse | Barry Purchese   | 13. října 2010  | 25. února 2011  |
| 80           | 7         | Not in My Back Yard         | Trn v oku           | Peter Smith       | J.C. Wilsher     | 12. ledna 2011  | 4. března 2011  |
| 81           | 8         | Fit for Murder              | Fit pro vraždu      | Renny Rye         | Andrew Payne     | 2. února 2011   | 11. března 2011 |

### Čtrnáctá řada (2011–2012)
| Č. v seriálu | Č. v řadě | Původní název              | Český název                | Režie             | Scénář                            | Premiéra ve VB  | Premiéra v ČR   |
| ------------ | --------- | -------------------------- | -------------------------- | ----------------- | --------------------------------- | --------------- | --------------- |
| 82           | 1         | Death in the Slow Lane     | Smrt závodníka             | Richard Holthouse | Michael Aitkens                   | 23. března 2011 | 1. března 2012  |
| 83           | 2         | Dark Secrets               | Temná tajemství            | Simon Langton     | Michael Aitkens                   | 30. března 2011 | 8. března 2012  |
| 84           | 3         | Echoes of the Dead         | Ozvěny mrtvých             | Nick Laughland    | Peter J. Hammond                  | 20. dubna 2011  | 15. března 2012 |
| 85           | 4         | The Oblong Murders         | Nedokonale dokonalé vraždy | Renny Rye         | David Hoskins                     | 25. května 2011 | 22. března 2012 |
| 86           | 5         | The Sleeper Under the Hill | Nový úsvit                 | Nick Laughland    | David Lawrence                    | 21. září 2011   | 29. března 2012 |
| 87           | 6         | The Night of the Stag      | Smrt na začátku máje       | Simon Langton     | Nicholas Martin                   | 12. října 2011  | 5. dubna 2012   |
| 88           | 7         | A Sacred Trust             | Posvátná víra              | Renny Rye         | Rachel Cuperman a Sally Griffiths | 26. října 2011  | 12. dubna 2012  |
| 89           | 8         | A Rare Bird                | Bílá a černá labuť         | Nick Laughland    | Steve Trafford                    | 11. ledna 2011  | 19. dubna 2012  |

### Patnáctá řada (2012–2013)
| Č. v seriálu | Č. v řadě | Původní název        | Český název            | Režie          | Scénář                            | Premiéra ve VB  | Premiéra v ČR   |
| ------------ | --------- | -------------------- | ---------------------- | -------------- | --------------------------------- | --------------- | --------------- |
| 90           | 1         | The Dark Rider       | Tajemný jezdec         | Alex Pillai    | Michael Aitkens                   | 1. února 2012   | 7. dubna 2013   |
| 91           | 2         | Murder of Innocence  | Vražda nevinnosti      | Renny Rye      | Elizabeth-Anne Wheal              | 21. března 2012 | 14. dubna 2013  |
| 92           | 3         | Written in the Stars | Vraždy podle horoskopu | Renny Rye      | Steve Trafford                    | 24. září 2012   | 21. dubna 2013  |
| 93           | 4         | Death and the Divas  | Smrt a diva            | Nick Laughland | Rachel Cuperman a Sally Griffiths | 2. ledna 2013   | 28. dubna 2013  |
| 94           | 5         | The Sicilian Defence | Sicilská obrana        | Alex Pillai    | Paul Logue                        | 9. ledna 2013   | 31. května 2013 |
| 95           | 6         | Schooled in Murder   | Škola vražd            | Andy Hay       | Lisa Holdsworth                   | 30. ledna 2013  | 7. června 2013  |

### Šestnáctá řada (2013–2014)
| Č. v seriálu | Č. v řadě | Původní název              | Český název             | Režie          | Scénář                            | Premiéra ve VB    | Premiéra v ČR   |
| ------------ | --------- | -------------------------- | ----------------------- | -------------- | --------------------------------- | ----------------- | --------------- |
| 96           | 1         | The Christmas Haunting     | Tajemství panského domu | Nick Laughland | Chris Murray                      | 24. prosince 2013 | 2. března 2014  |
| 97           | 2         | Let Us Prey                | Vraždy podle fresky     | Alex Pillai    | Paul Logue                        | 8. ledna 2014     | 9. března 2014  |
| 98           | 3         | Wild Harvest               | Divoká sklizeň          | Renny Rye      | Rachel Cuperman a Sally Griffiths | 15. ledna 2014    | 16. března 2014 |
| 99           | 4         | The Flying Club            | Klub letců              | Luke Watson    | Michael Aitkens                   | 5. února 2014     | 23. března 2014 |
| 100          | 5         | The Killings of Copenhagen | Vraždění v Kodani       | Alex Pillai    | Paul Logue                        | 12. února 2014    | 30. března 2014 |

### Sedmnáctá řada (2015)
| Č. v seriálu | Č. v řadě | Původní název                 | Český název                 | Režie          | Scénář                            | Premiéra ve VB | Premiéra v ČR  |
| ------------ | --------- | ----------------------------- | --------------------------- | -------------- | --------------------------------- | -------------- | -------------- |
| 101          | 1         | The Dagger Club               | Daggerův klub               | Alex Pillai    | Chris Murray                      | 28. ledna 2015 | 5. dubna 2015  |
| 102          | 2         | Murder by Magic               | Magická vražda              | Charles Palmer | Rachel Cuperman a Sally Griffiths | 4. února 2015  | 12. dubna 2015 |
| 103          | 3         | The Ballad of Midsomer County | Balada o Midsomerském kraji | Renny Rye      | Paul Logue                        | 11. února 2015 | 19. dubna 2015 |
| 104          | 4         | A Vintage Murder              | Vražedné víno               | Nick Laughland | Lisa Holdsworth                   | 18. února 2015 | 26. dubna 2015 |

### Osmnáctá řada (2016)
| Č. v seriálu | Č. v řadě | Původní název               | Český název                 | Režie          | Scénář                            | Premiéra ve VB | Premiéra v ČR   |
| ------------ | --------- | --------------------------- | --------------------------- | -------------- | --------------------------------- | -------------- | --------------- |
| 105          | 1         | Habeas Corpus               | Habeas Corpus               | Alex Pillai    | Rachel Cuperman a Sally Griffiths | 6. ledna 2016  | 3. května 2016  |
| 106          | 2         | The Incident at Cooper Hill | Blízká setkání nového druhu | Renny Rye      | Paul Logue                        | 13. ledna 2016 | 10. května 2016 |
| 107          | 3         | Breaking the Chain          | Vražda v cíli               | Rob Evans      | Chris Murray                      | 27. ledna 2016 | 17. května 2016 |
| 108          | 4         | A Dying Art                 | Smrtící umění               | Matt Carter    | Jeff Povey                        | 3. února 2016  | 24. května 2016 |
| 109          | 5         | Saints and Sinners          | Svatí a hříšníci            | Renny Rye      | Lisa Holdsworth                   | 10. února 2016 | 31. května 2016 |
| 110          | 6         | Harvest of Souls            | Sklizeň duší                | Nick Laughland | Caleb Ranson                      | 17. února 2016 | 7. června 2016  |

### Devatenáctá řada (2016–2018)
| Č. v seriálu | Č. v řadě | Původní název                       | Český název                     | Režie          | Scénář                            | Premiéra ve VB    | Premiéra v ČR     |
| ------------ | --------- | ----------------------------------- | ------------------------------- | -------------- | --------------------------------- | ----------------- | ----------------- |
| 111          | 1         | The Village That Rose from the Dead | Vesnice, která vstala z mrtvých | Nick Laughland | Rachel Cuperman a Sally Griffiths | 18. prosince 2016 | 4. července 2017  |
| 112          | 2         | Crime and Punishment                | Zločin a trest                  | Renny Rye      | Paul Logue                        | 4. ledna 2017     | 11. července 2017 |
| 113          | 3         | Last Man Out                        | Poslední odpal                  | Matt Carter    | Jeff Povey                        | 11. ledna 2017    | 18. července 2017 |
| 114          | 4         | Red in Tooth & Claw                 | Smrt na výstavišti              | Steve Hughes   | Lisa Holdsworth                   | 18. ledna 2017    | 25. července 2017 |
| 115          | 5         | Death by Persuasion                 | Smrt bez rozumu a citu          | Alex Pillai    | Chris Murray                      | 13. května 2018   | 1. srpna 2017     |
| 116          | 6         | The Curse of the Ninth              | Prokletí deváté symfonie        | Matt Carter    | Julia Gilbert                     | 20. května 2018   | 8. srpna 2017     |

### Dvacátá řada (2019–2020)
| Č. v seriálu | Č. v řadě | Původní název              | Český název                | Režie          | Scénář           | Premiéra ve VB  | Premiéra v ČR    |
| ------------ | --------- | -------------------------- | -------------------------- | -------------- | ---------------- | --------------- | ---------------- |
| 117          | 1         | The Ghost of Causton Abbey | Duch caustonského opatství | Matt Carter    | Helen Jenkins    | 10. března 2019 | 24. června 2018  |
| 118          | 2         | Death of the Small Coppers | Efekt motýlích křídel      | Paul Harrison  | Chris Murray     | 17. března 2019 | 29. června 2018  |
| 119          | 3         | Drawing Dead               | Smrt podle komiksu         | Toby Frow      | Jeff Povey       | 19. května 2019 | 30. června 2018  |
| 120          | 4         | The Lions of Causton       | Caustonští lvi             | Matt Carter    | Nick Hicks-Beach | 26. srpna 2019  | 1. července 2018 |
| 121          | 5         | Till Death Do Us Part      | Dokud nás smrt nerozdělí   | Audrey Cooke   | Helen Jenkins    | 6. ledna 2020   | 7. července 2018 |
| 122          | 6         | Send in the Clowns         | Vypusťte klauny            | Nick Laughland | Julia Gilbert    | 14. ledna 2020  | 8. července 2018 |

### Dvacátá první řada (2020–2021)
| Č. v seriálu | Č. v řadě | Původní název         | Český název       | Režie          | Scénář               | Premiéra ve VB  | Premiéra v ČR  |
| ------------ | --------- | --------------------- | ----------------- | -------------- | -------------------- | --------------- | -------------- |
| 123          | 1         | The Point of Balance  | Bod rovnováhy     | Audrey Cooke   | Nicholas Hicks-Beach | 21. ledna 2020  | 2. ledna 2020  |
| 124          | 2         | The Miniature Murders | Miniaturní vraždy | Toby Frow      | Helen Jenkins        | 4. února 2020   | 7. ledna 2020  |
| 125          | 3         | The Sting of Death    | Žihadlo smrti     | Matt Carter    | Julia Gilbert        | 21. března 2021 | 9. ledna 2020  |
| 126          | 4         | With Baited Breath    | Jezerní tajemství | Jennie Darnell | Jeff Povey           | 28. března 2021 | 17. ledna 2020 |

### Dvacátá druhá řada (2021–2023)
| Č. v seriálu | Č. v řadě | Původní název                    | Český název                | Režie           | Scénář           | Premiéra ve VB  | Premiéra v ČR  |
| ------------ | --------- | -------------------------------- | -------------------------- | --------------- | ---------------- | --------------- | -------------- |
| 127          | 1         | The Wolf Hunter of Little Worthy | Vlčí lovec z Little Worthy | Matt Carter     | Chris Murray     | 4. dubna 2021   | 8. ledna 2022  |
| 128          | 2         | The Stitcher Society             | Společnost sešívaných      | Roberto Bangura | Jeff Povey       | 11. dubna 2021  | 15. ledna 2022 |
| 129          | 3         | Happy Families                   | Rodinné štěstí             | Audrey Cooke    | Nick Hicks-Beach | 3. října 2021   | 22. ledna 2022 |
| 130          | 4         | Scarecrow Murders                | Svátek strašáků            | Christine Lalla | Helen Jenkins    | 29. května 2022 | 29. ledna 2022 |
| 131          | 5         | For Death Prepare                | Příprava na smrt           | Toby Frow       | Julia Gilbert    | 28. května 2023 | 5. února 2022  |
| 132          | 6         | The Witches of Angel's Rise      | Čarodějky z Angel's Rise   | Gill Wilkinson  | Maria Ward       | 27. srpna 2023  | 12. února 2022 |

### Dvacátá třetí řada (2024)
| Č. v seriálu | Č. v řadě | Původní název           | Český název              | Režie           | Scénář           | Premiéra ve VB     | Premiéra v ČR  |
| ------------ | --------- | ----------------------- | ------------------------ | --------------- | ---------------- | ------------------ | -------------- |
| 133          | 1         | The Blacktrees Prophecy | Proroctví z Černého lesa | Roberto Bangura | Jeff Povey       | 14. dubna 2024     | 4. února 2023  |
| 134          | 2         | The Debt of Lies        | Pavučina lží             | Gill Wilkinson  | Nick Hicks-Beach | 16. července 2024  | 11. února 2023 |
| 135          | 3         | A Grain of Truth        | Zrnko pravdy             | Paul Gibson     | Julia Gilbert    | 23. července 2024  | 18. února 2023 |
| 136          | 4         | Dressed to Kill         | Královna na zabití       | Leon Lopez      | Maria Ward       | 10. listopadu 2024 | 25. února 2023 |

### Dvacátá čtvrtá řada
| Č. v seriálu | Č. v řadě | Původní název      | Český název   | Režie           | Scénář        | Premiéra ve VB | Premiéra v ČR   |
| ------------ | --------- | ------------------ | ------------- | --------------- | ------------- | -------------- | --------------- |
| 137          | 1         | The Devil's Work   | Ďáblovo dílo  | Roberto Bangura | Julia Gilbert | bude oznámeno  | 16. března 2025 |
| 138          | 2         | Book of the Dead   | Kniha smrti   | Gill Wilkinson  | Jeff Povey    | bude oznámeno  | 22. března 2025 |
| 139          | 3         | Claws Out          | Ostré drápy   | Paul Gibson     | Helen Jenkins | bude oznámeno  | 23. března 2025 |
| 140          | 4         | A Climate of Death | Smrtící klima | Leon Lopez      | Maria Ward    | bude oznámeno  | 29. března 2025 |